# Maiorșciîna, Kozelșciîna
Maiorșciîna (în ucraineană Майорщина) este un sat în comuna Lutovînivka din raionul Kozelșciîna, regiunea Poltava, Ucraina.

## Demografie
Componența lingvistică a localității Maiorșciîna
     Ucraineană (100%)
Conform recensământului din 2001, toată populația localității Maiorșciîna era vorbitoare de ucraineană (100%).